# 伊野町
伊野町（日语：／ Ino chō）是位於日本高知縣吾川郡的町，為縣内人口數最多的町。全境幾乎被山地覆蓋，北部地區的海拔高達1900公尺，僅南部地區為平原與丘陵，本川地區的瓶森則位於石鎚國定公園的範圍內。仁淀川流經其城鎮中心旁並往南注入土佐灣，人口多集中在國道33號與四國旅客鐵道的土讚線沿線。當地以千年歷史「土佐和紙」的生產地而聞名。

## 地理

### 氣候
因伊野町北部與南部的地形相異，兩地的氣候也截然不同。南部地區的平原地帶溫暖且多雨，北部地區的山地在冬季時的最低溫可達-10度。

## 人口
| 伊野町人口分布圖 |                                               |  |
| 伊野町與日本全國年齡別人口分布比較圖 （2005年資料） | 伊野町的年齡、男女別人口分布圖 （2005年資料） |  |
| ■紫色是伊野町 ■綠色是全国 | ■藍色是男性 ■紅色是女性                       |  |
| 伊野町人口變化 \| 1970年 \| 27,593人 \| \| \| 1975年 \| 28,196人 \| \| \| 1980年 \| 29,036人 \| \| \| 1985年 \| 28,423人 \| \| \| 1990年 \| 28,293人 \| \| \| 1995年 \| 30,079人 \| \| \| 2000年 \| 28,729人 \| \| \| 2005年 \| 27,068人 \| \| \| 2010年 \| 25,062人 \| \| \| 2015年 \| 22,767人 \| \| \| 2020年 \| 21,374人 \| \| |                                               |  |
| 資料來源：日本總務省統計中心提供之人口普查數據 |                                               |  |
| 1970年 | 27,593人                                      |  |
| 1975年 | 28,196人                                      |  |
| 1980年 | 29,036人                                      |  |
| 1985年 | 28,423人                                      |  |
| 1990年 | 28,293人                                      |  |
| 1995年 | 30,079人                                      |  |
| 2000年 | 28,729人                                      |  |
| 2005年 | 27,068人                                      |  |
| 2010年 | 25,062人                                      |  |
| 2015年 | 22,767人                                      |  |
| 2020年 | 21,374人                                      |  |

## 歷史

### 行政區劃變遷
- 1889年4月1日：實施町村制，現在的伊野町在當時分屬：
  - 吾川郡：八田村、伊野村、神谷村、三瀨村、下八川村、上八川村、清水村、小川村。
  - 高岡郡：川內村。
  - 土佐郡：本川村、宇治村。
- 1895年10月26日：伊野村改制為伊野町。
- 1954年3月1日：伊野町、八田村、宇治村、川内村合併為新設置的伊野町。
- 1954年10月1日：神谷村被併入伊野町。
- 1955年1月1日：三瀨村被併入伊野町。
- 1956年6月1日：小川村、清水村、下八川村、上八川村合併為吾北村。
- 2004年10月1日：伊野町、吾北村、本川村合併為新設置的伊野町[6]，同時將「いの」文字圖案化為伊野町的町紋章[7]。

### 變遷表
| 1889年4月1日 | 1889年 - 1926年       | 1926年 - 1954年          | 1955年 - 1989年         | 1989年 - 現在        | 現在                 |
| ------------ | --------------------- | ------------------------ | ----------------------- | -------------------- | -------------------- |
| 本川村       | 本川村                | 本川村                   | 本川村                  | 2004年10月1日 伊野町 | 2004年10月1日 伊野町 |
| 宇治村       | 宇治村                | 1954年3月1日 伊野町      | 伊野町                  | 2004年10月1日 伊野町 | 2004年10月1日 伊野町 |
| 川內村       |                       | 1954年3月1日 伊野町      | 伊野町                  | 2004年10月1日 伊野町 | 2004年10月1日 伊野町 |
| 八田村       |                       | 1954年3月1日 伊野町      | 伊野町                  | 2004年10月1日 伊野町 | 2004年10月1日 伊野町 |
| 伊野村       | 1895年10月26日 伊野町 | 1954年3月1日 伊野町      | 伊野町                  | 2004年10月1日 伊野町 | 2004年10月1日 伊野町 |
| 神谷村       | 神谷村                | 1954年10月1日 併入伊野町 | 伊野町                  | 2004年10月1日 伊野町 | 2004年10月1日 伊野町 |
| 三瀨村       | 三瀨村                | 三瀨村                   | 1955年1月1日 併入伊野町 | 2004年10月1日 伊野町 | 2004年10月1日 伊野町 |
| 下八川村     | 下八川村              | 下八川村                 | 1956年6月1日 吾北村     | 2004年10月1日 伊野町 | 2004年10月1日 伊野町 |
| 上八川村     |                       |                          | 1956年6月1日 吾北村     | 2004年10月1日 伊野町 | 2004年10月1日 伊野町 |
| 清水村       |                       |                          | 1956年6月1日 吾北村     | 2004年10月1日 伊野町 | 2004年10月1日 伊野町 |
| 小川村       |                       |                          | 1956年6月1日 吾北村     | 2004年10月1日 伊野町 | 2004年10月1日 伊野町 |

## 交通

### 鐵路
- 四國旅客鐵道
  - 土讚線: 枝川車站 - 伊野車站 - 波川車站

|  |  |

- 土佐電氣鐵道
  - 伊野線：宇治團地前車站 - 八代通車站 - 中山車站 - 枝川車站 - 伊野商業前車站 - 北山車站 - 鳴谷車站 - 伊野車站前車站 - 伊野車站

|  |  |

### 道路
高速道路
- 高知自動車道: 伊野交流道

## 觀光

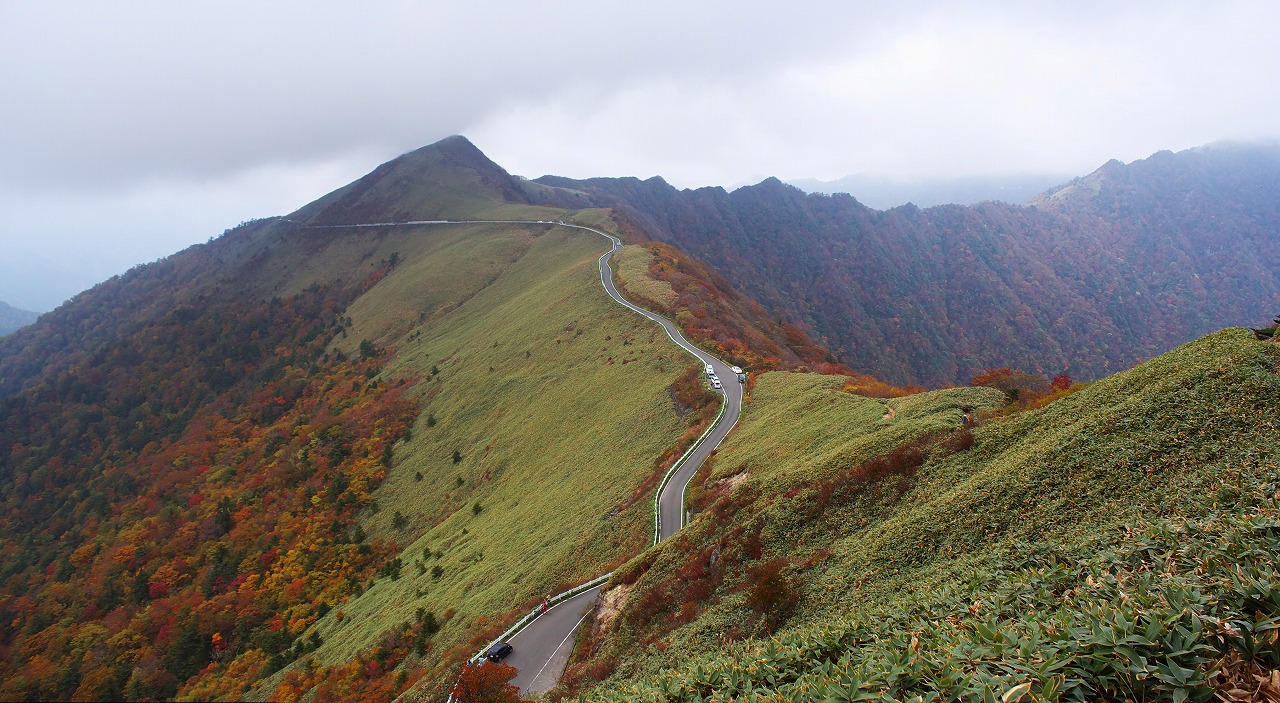
瓶森林道，山脊的另一側為愛媛縣西條市

- 伊野町紙的博物館
- 瓶森
- 紙的鯉魚旗

## 教育
伊野町內目前有7所町立小學，5所町立中學，高中為縣立有2所，分別為伊野商業高等學校以及追手前高等學校吾北分校。

## 本地出身人物
- 荒勢永英：大相撲力士
- コジロー：漫畫家
- 弓月光：漫畫家
- 平井康三郎：作曲家

## 外部連結
- （日語） 伊野町觀光協會 （页面存档备份，存于）
- （日語） 伊野町紙的博物館
- （日語） 伊野町商工會 （页面存档备份，存于）
- （日語）. ねとらぼ.   [2024-04-09]. （原始内容存档于2024-04-09）.